# Campionat d'Europa d'atletisme en pista coberta de 1977
El Campionat d'Europa d'atletisme en pista coberta de 1977 fou la vuitena edició del Campionat d'Europa d'atletisme en pista coberta. La competició es digué a terme a la ciutat de Sant Sebastià (País Basc, Espanya) entre els dies 12 i 13 de març de 1977 sota l'organització de l'Associació Europea d'Atletisme (AEA) i la Federació Espanyola d'atletisme.
La competició es dugué a terme al Velòdrom d'Anoeta.

## Participants
Hi participaren un total de 240 atletes de 24 nacions diferents:
- Bèlgica (12)
- Bulgària (12)
- Espanya (18)
- Finlàndia (9)
- França (26)
- Grècia (3)
- Hongria (11)
- Islàndia (1)
- Irlanda (1)
- Itàlia (13)
- Iugoslàvia (4)
- Liechtenstein (1)
- Luxemburg (1)
- Països Baixos (7)
- Polònia (21)
- Portugal (1)
- Regne Unit (10)
- RDA (17)
- RFA (31)
- Suècia (5)
- Suïssa (7)
- Turquia (2)
- Txecoslovàquia (8)
- Unió Soviètica (19)

## Resutats

### Categoria masculina
| Event                      | Or                          | Or      | Plata                     | Plata   | Bronze                 | Bronze  |
| 60 metres llisos detalls   | Valeri Borzov (URS)         | 6.59    | Christer Garpenborg (SWE) | 6.60    | Marian Woronin (POL)   | 6.67    |
| 400 metres llisos detalls  | Fons Brijdenbach (BEL)      | 46.53   | Francis Demarthon (FRA)   | 47.11   | Marian Gęsicki (POL)   | 47.21   |
| 800 metres llisos detalls  | Sebastian Coe (GBR)         | 1:46.54 | Erwin Gohlke (GDR)        | 1:47.2a | Rolf Gysin (SUI)       | 1:47.6a |
| 1500 metres llisos detalls | Jürgen Straub (GDR)         | 3:46.5a | Paul-Heinz Wellmann (FRG) | 3:46.6a | János Zemen (HUN)      | 3:46.6a |
| 3000 metres llisos detalls | Karl Fleschen (FRG)         | 7:57.5a | Pekka Päivärinta (FIN)    | 7:59.3a | Markus Ryffel (SUI)    | 8:00.3a |
| 60 metres tanques detalls  | Thomas Munkelt (GDR)        | 7.62    | Viktor Myasnikov (URS)    | 7.79    | Arto Bryggare (FIN)    | 7.79    |
| Salt d'alçada detalls      | Jacek Wszoła (POL)          | 2.25    | Rolf Beilschmidt (GDR)    | 2.22    | Ruud Wielart (NED)     | 2.22    |
| Salt amb perxa detalls     | Władysław Kozakiewicz (POL) | 5.51    | Antti Kalliomäki (FIN)    | 5.31    | Mariusz Klimczyk (POL) | 5.20    |
| Salt de llargada detalls   | Hans Baumgartner (FRG)      | 7.96    | Lutz Franke (GDR)         | 7.89    | László Szalma (HUN)    | 7.78    |
| Triple salt detalls        | Viktor Sanyeyev (URS)       | 16.65   | Jaak Uudmäe (URS)         | 16.46   | Bernard Lamitié (FRA)  | 16.45   |
| Llançament de pes detalls  | Hreinn Halldórsson (ISL)    | 20.59   | Geoff Capes (GBR)         | 20.46   | Władysław Komar (POL)  | 20.17   |

### Categoria femenina
| Event                      | Or                       | Or        | Plata                      | Plata   | Bronze                   | Bronze  |
| 60 metres llisos detalls   | Marlies Oelsner (GDR)    | 7.17      | Lyudmila Storozhkova (URS) | 7.24    | Rita Bottiglieri (ITA)   | 7.34    |
| 400 metres llisos detalls  | Marita Koch (GDR)        | 51.14     | Verona Elder (GBR)         | 52.75   | Jelica Pavličić (YUG)    | 53.49   |
| 800 metres llisos detalls  | Jane Colebrook (GBR)     | 2:01.12   | Totka Petrova (BUL)        | 2:01.17 | Elżbieta Katolik (POL)   | 2:01.3a |
| 1500 metres llisos detalls | Mary Stewart (GBR)       | 4:09.37 } | Vesela Yatsinska (BUL)     | 4:10.0a | Rumyana Chavdarova (BUL) | 4:11.3a |
| 60 metres tanques detalls  | Lyubov Nikitenko (URS)   | 8.29      | Zofia Filip (POL)          | 8.34    | Rita Bottiglieri (ITA)   | 8.39    |
| Salt d'alçada detalls      | Sara Simeoni (ITA)       | 1.92      | Brigitte Holzapfel (FRG)   | 1.89    | Edit Sámuel (HUN)        | 1.86    |
| Salt de llargada detalls   | Jarmila Nygrýnová (TCH)  | 6.63      | Ildikó Erdélyi (HUN)       | 6.55    | Heidemarie Wycisk (GDR)  | 6.40    |
| Llançament de pes detalls  | Helena Fibingerová (TCH) | 21.46     | Ilona Slupianek (GDR)      | 21.12   | Eva Wilms (FRG)          | 20.87   |

## Medaller
| Núm. | País           | Or | Argent | Bronze | Total |
| ---- | -------------- | -- | ------ | ------ | ----- |
| 1    | RDA            | 4  | 4      | 1      | 9     |
| 2    | Unió Soviètica | 3  | 3      | 0      | 6     |
| 3    | Regne Unit     | 3  | 2      | 0      | 5     |
| 4    | RFA            | 2  | 2      | 1      | 5     |
| 5    | Polònia        | 2  | 1      | 5      | 8     |
| 6    | Txecoslovàquia | 2  | 0      | 0      | 2     |
| 7    | Itàlia         | 1  | 0      | 2      | 3     |
| 8    | Bèlgica        | 1  | 0      | 0      | 1     |
| 8    | Islàndia       | 1  | 0      | 0      | 1     |
| 10   | Bulgària       | 0  | 2      | 1      | 3     |
| 10   | Finlàndia      | 0  | 2      | 1      | 3     |
| 12   | Hongria        | 0  | 1      | 3      | 4     |
| 13   | França         | 0  | 1      | 1      | 2     |
| 14   | Suècia         | 0  | 1      | 0      | 1     |
| 15   | Suïssa         | 0  | 0      | 2      | 2     |
| 16   | Països Baixos  | 0  | 0      | 1      | 1     |
| 16   | Iugoslàvia     | 0  | 0      | 1      | 1     |
|      | TOTAL          | 19 | 19     | 19     | 57    |